# بوروسيا دورتموند موسم 2000–01
كان موسم 2000–01 هو الموسم الـ90 (والعام الـ91 بشكل عام) لبوروسيا دورتموند في تاريخ نادي كرة القدم والموسم الـ25 على التوالي في دوري الدرجة الأولى الألماني لكرة القدم، البوندسليغا. في ذلك الموسم أصبح بوروسيا دورتموند أول نادٍ يتم تداول أسهمه علناً في سوق الأوراق المالية الألمانية—والوحيد حتى الآن.